# Solskenstjärnen
Solskenstjärnen är en sjö i Luleå kommun i Norrbotten och ingår i Alåns huvudavrinningsområde.